# Eudendrium moulouyensis
Eudendrium moulouyensis is een hydroïdpoliep uit de familie Eudendriidae. De poliep komt uit het geslacht Eudendrium. Eudendrium moulouyensis werd in 2000 voor het eerst wetenschappelijk beschreven door Marques, Peña Cantero & Vervoort. 